# Joseph Ferrand
Pour les articles homonymes, voir Ferrand.
Joseph Ferrand, né le 27 septembre 1886 à Hennebont (Morbihan) et mort le 8 décembre 1961 dans cette même commune, est un homme politique français.

## Biographie
Employé de bureau, Joseph Ferrand est mobilisé en 1914 et participe aux combats de la Première Guerre mondiale, dont il ressort décoré de la croix de guerre et de la médaille militaire.
Engagé dans la résistance pendant la Seconde Guerre mondiale, il entre en politique à la Libération, étant élu en 1945 conseiller municipal d'Hennebont, ville dont il devient premier adjoint en 1953.
Ce n'est qu'en 1956 qu'il se présente pour la première fois aux législatives, sur la liste menée par Paul Ihuel et soutenue par le Mouvement républicain populaire. Grâce à l'apparentement large des listes de droite et du centre-droit, qui emporte la totalité des sièges à pourvoir, Ferrand est élu député.
Pendant son mandat, il se préoccupe principalement de la défense des forges d'Hennebont, premier employeur de Bretagne, qui sont en difficulté et pour lesquelles il réclame un soutien plus fort de l'Etat.
A la fin de la Quatrième République, il apporte son soutien au retour au pouvoir de Charles de Gaulle. Il ne retrouve pas son mandat parlementaire en 1958.

## Sources
- biographie sur le site de l'assemblée nationale